# Luca Goretti
Luca Goretti (Roma, 15 maggio 1962) è un generale italiano, Capo di stato maggiore dell'Aeronautica Militare italiana dal 28 ottobre 2021 al 10 maggio 2025.

## Biografia
Entra nell'Accademia Aeronautica di Pozzuoli nel settembre 1980, corso Zodiaco 3º, e nel 1984 ne esce con il grado di sottotenente. Frequenta la U.S. Air Force alla Euro-Nato Joint Jet Pilot Training 80th Flying Training Wing presso la Sheppard Air Force Base in Texas e, dopo aver conseguito il brevetto di pilota militare, nel 1986 è assegnato come pilota al 156º Gruppo del 36º Stormo di Gioia del Colle. Con il cacciabombardiere MRCA Tornado, ha preso parte al primo conflitto del Golfo nel 1991, e dove diviene comandante della 383ª Squadriglia e quindi dello stesso gruppo, con il quale tra il 1995 e il 1998 prende parte alle operazioni NATO nella penisola balcanica. Nel 1998 viene assegnato all'Ispettorato per la Sicurezza del Volo come capo sezione. Promosso colonnello, assume nel 2000 il Comando del 2º Reparto Operativo Autonomo costituito presso l'aeroporto di Pristina in Kosovo.
Nel luglio 2003 assume il Comando del 32º Stormo fino al settembre 2005. Quindi è Capo del 1º Ufficio del 3º reparto dello Stato Maggiore dell'Aeronautica. Nel 2008 viene trasferito allo Stato Maggiore della Difesa, quando nel 2010 diviene Vice Capo di Gabinetto del Ministro della difesa, fino al 2015. Promosso generale di squadra aerea, dal 2015 al 2018 è Addetto militare presso l'Ambasciata d'Italia a Washington.
Il 20 febbraio 2019 diviene Sottocapo di stato maggiore dell'Aeronautica Militare.
Il 19 ottobre 2021 il Consiglio dei ministri lo ha nominato Capo di stato maggiore dell'Aeronautica Militare e si insedia nell'incarico il 28 ottobre successivo.